# ジーナ・デイヴィス
ジーナ・デイヴィス（Geena Davis, 本名: Virginia Davis, 1956年1月21日 - ）はアメリカ合衆国マサチューセッツ州出身の女優である。

## 経歴
父親はエンジニア、母親は補助教員。子供の頃からチアリーダーを夢見ていたが長身の為に果たせず、ボストン大学に入学して演技を学び、卒業後、ニューイングランドの劇団を経て、ニューヨークでモデルやCM出演をする。後、テレビシリーズに出演。
下着メーカーのカタログで彼女を見たシドニー・ポラック監督に抜擢され、1982年、『トッツィー』で映画デビュー。1986年、『ザ・フライ』で注目を集める。以降、1988年『偶然の旅行者』で動物病院の従業員を演じ、アカデミー助演女優賞を受賞。1991年『テルマ&ルイーズ』でテルマ役を演じ、アカデミー賞主演女優賞及びゴールデングローブ賞にノミネートされる。野球のキャッチャー役に扮した1992年『プリティ・リーグ』でも、ゴールデングローブ賞にノミネートされている。2006年、『マダム・プレジデント 星条旗をまとった女神』で第63回ゴールデングローブ賞で主演女優賞(ドラマ部門)を受賞。エミー賞にもノミネートされた。2019年の第92回アカデミー賞ではジーン・ハーショルト友愛賞が授与された。
コメディからアクションまで幅広くこなす演技派女優として活躍している。

## 私生活
2018年の時点で私生活では4度の結婚歴と離婚歴があり、1982年にレストラン経営者と結婚するも翌年離婚。1987年、『ザ・フライ』で共演したジェフ・ゴールドブラムと再婚したが、1990年に離婚。1993年には映画監督のレニー・ハーリンと再婚したが、彼の監督作品に出演した後、1998年に離婚。2001年、友人を通じて知り合った15歳年下の外科医と2年の交際を経て4度目の再婚をする。2002年4月に46歳にして初産で女の子を出産、2004年5月には、双子の男児を出産しているが、2018年に離婚。
2011年にユマ・サーマン、ジョシュ・ハートネットならびにモデルのシャネル・イマンとともに米国国際開発庁のいわゆる『アフリカの角』向け慈善事業の広告塔に抜擢され、事業開幕となった11月にさっそくホワイトハウスで演説。

## 主な出演作品

### 映画
| 公開年 | 邦題 原題                                                                | 役名                                    | 備考                                                                                  |
| ------ | ------------------------------------------------------------------------ | --------------------------------------- | ------------------------------------------------------------------------------------- |
| 1982   | トッツィー Tootsie                                                       | エイプリル・ペイジ                      |                                                                                       |
| 1985   | フレッチ/殺人方程式 Fletch                                               | ラリー                                  |                                                                                       |
| 1985   | トランシルバニア 6-5000 Transylvania 6-5000                              | オデット                                |                                                                                       |
| 1986   | ザ・フライ The Fly                                                       | ヴェロニカ・クエイフ                    |                                                                                       |
| 1988   | ビートルジュース Beetlejuice                                             | バーバラ・メイトランド                  |                                                                                       |
| 1988   | 偶然の旅行者 The Accidental Tourist                                      | ミュリエル・プリチェット                | 第61回アカデミー助演女優賞受賞                                                        |
| 1989   | ボクの彼女は地球人 Earth Girls Are Easy                                  | ヴァレリー・ゲイル                      |                                                                                       |
| 1990   | クイック・チェンジ Quick Change                                          | フィリス                                |                                                                                       |
| 1991   | テルマ&ルイーズ Thelma & Louise                                          | テルマ・ディキンソン                    | 全米映画批評家協会賞主演女優賞受賞 ナショナル・ボード・オブ・レビュー賞主演女優賞受賞 |
| 1992   | プリティ・リーグ A League of Their Own                                   | ドティ・ヒンソン                        |                                                                                       |
| 1992   | 靴をなくした天使 Hero                                                    | ゲイル・ゲイリー                        |                                                                                       |
| 1994   | 愛に気づけば… Angie                                                      | アンジー                                |                                                                                       |
| 1994   | 眠れない夜はあなたと Speechless                                          | ジュリア・マン                          | 兼製作                                                                                |
| 1995   | カットスロート・アイランド Cutthroat Island                              | モーガン・アダムズ                      |                                                                                       |
| 1996   | ロング・キス・グッドナイト The Long Kiss Goodnight                       | サマンサ・ケイン/チャーリー・ボルチモア |                                                                                       |
| 1999   | スチュアート・リトル Stuart Little                                       | ミセス・リトル                          |                                                                                       |
| 2002   | スチュアート・リトル2 Stuart Little 2                                    | ミセス・リトル                          |                                                                                       |
| 2005   | スチュアート・リトル3 森の仲間と大冒険 Stuart Little 3: Call of the Wild | ミセス・リトル                          | アニメ映画、声の出演                                                                  |
| 2012   | 昏睡病棟-COMA- Coma                                                      | アグネッタ・リンキスト                  | テレビ映画                                                                            |
| 2013   | 私にだってなれる! 夢のナレーター単願希望 In a World...                   | キャサリン・ヒューリング                |                                                                                       |
| 2014   | 思い出のマーニー When Marnie Was There                                   | 佐々木頼子                              | アメリカ公開版、声の出演                                                              |
| 2020   | AVA/エヴァ Ava                                                           | ボビー                                  |                                                                                       |

### テレビドラマ
| 公開年    | 邦題 原題                                                    | 役名                                    | 備考                                                                                            |
| --------- | ------------------------------------------------------------ | --------------------------------------- | ----------------------------------------------------------------------------------------------- |
| 1983      | ナイトライダー Knight Rider                                  | グレース・ファラン                      | シーズン2第6話『宝石強盗“黒猫”の正体を暴け!怪盗キャットvsナイト2000（原題：K.I.T.T. THE CAT）』 |
| 1984-1986 | ファミリータイズ Family Ties                                 | カレン・ニコルソン                      | 3エピソード                                                                                     |
| 2000-2001 | The Geena Davis Show                                         | テディ・コクラン                        | 主演、22エピソード                                                                              |
| 2005-2006 | マダム・プレジデント 星条旗をまとった女神 Commander in Chief | マッケンジー・アレン                    | 主演、18エピソード ゴールデングローブ賞主演女優賞（ドラマシリーズ部門）受賞                     |
| 2014-2018 | グレイズ・アナトミー 恋の解剖学 Grey's Anatomy               | ニコール・ハーマン医師                  | 13エピソード                                                                                    |
| 2016      | エクソシスト The Exorcist                                    | アンジェラ・ランス/リーガン・マクニール | 10エピソード                                                                                    |
| 2019      | GLOW: ゴージャス・レディ・オブ・レスリング GLOW              | サンディ                                | 6エピソード                                                                                     |

### テレビアニメ
| 公開年 | 邦題 原題                                                 | 役名     | 備考      |
| ------ | --------------------------------------------------------- | -------- | --------- |
| 2019   | シーラとプリンセス戦士 She-Ra and the Princesses of Power | ハンタラ | シーズン3 |

### CM
- ホンダ アスコット・イノーバ （1992年）